# Des Ruisseaux
Des Ruisseaux est une ancienne municipalité du Québec (Canada) située dans la municipalité régionale de comté d’Antoine-Labelle, dans la région administrative des Laurentides. Fondée en 1897, cette ville est dissoute puis regroupée à sa voisine, Mont-Laurier, le 8 janvier 2003. Elle constitue aujourd'hui l'un de ses secteurs. 

## Histoire
L'histoire de la municipalité de Des Ruisseaux débute à la fin du XIXe siècle par l'érection de la municipalité des cantons unis de Robertson-et-Pope en 1897 en l'honneur de Joseph Gibb Robertson, fondateur de la compagnie de chemin de fer Quebec Central Railway et trésorier de la province de Québec, et de John Henry Pope, ancien ministre des Canaux et des Chemins de fer du Canada de 1885 à 1889. 
C'est cependant en 1974 que, à la suite d'une consultation populaire, que la municipalité trouve son appellation actuelle en raison des nombreux cours d'eau qui parsèment le territoire. Cette contrée vaste et peu peuplée demeure un lieu de prédilection pour les pêcheurs et les chasseurs, vu l'abondance d'orignaux et chevreuils dans la région.  
Le 8 janvier 2003, Des Ruisseaux fusionne avec Saint-Aimé-du-Lac-des-Îles et Mont-Laurier pour former la nouvelle ville de Mont-Laurier. 

## Géographie
Des Ruisseaux est située à quelques kilomètres au nord-ouest de Mont-Laurier, elle en constitue aujourd'hui l'un de ses secteurs. 
Le mont Sir-Wilfrid, d'une hauteur de 780 mètres, entoure une partie du secteur. Le hameau de Lac-Gatineau et le village de Saint-Jean-sur-le-Lac occupent une partie du territoire de Des Ruisseaux. 

## Démographie
Le tableau suivant fait état de la population recensée lors des six derniers recensements canadiens effectués à Des Ruisseaux.
| 1976  | 1981  | 1986  | 1991  | 1996  | 2001  |
| ----- | ----- | ----- | ----- | ----- | ----- |
| 2 618 | 3 732 | 3 889 | 4 450 | 5 140 | 5 400 |